# UBS

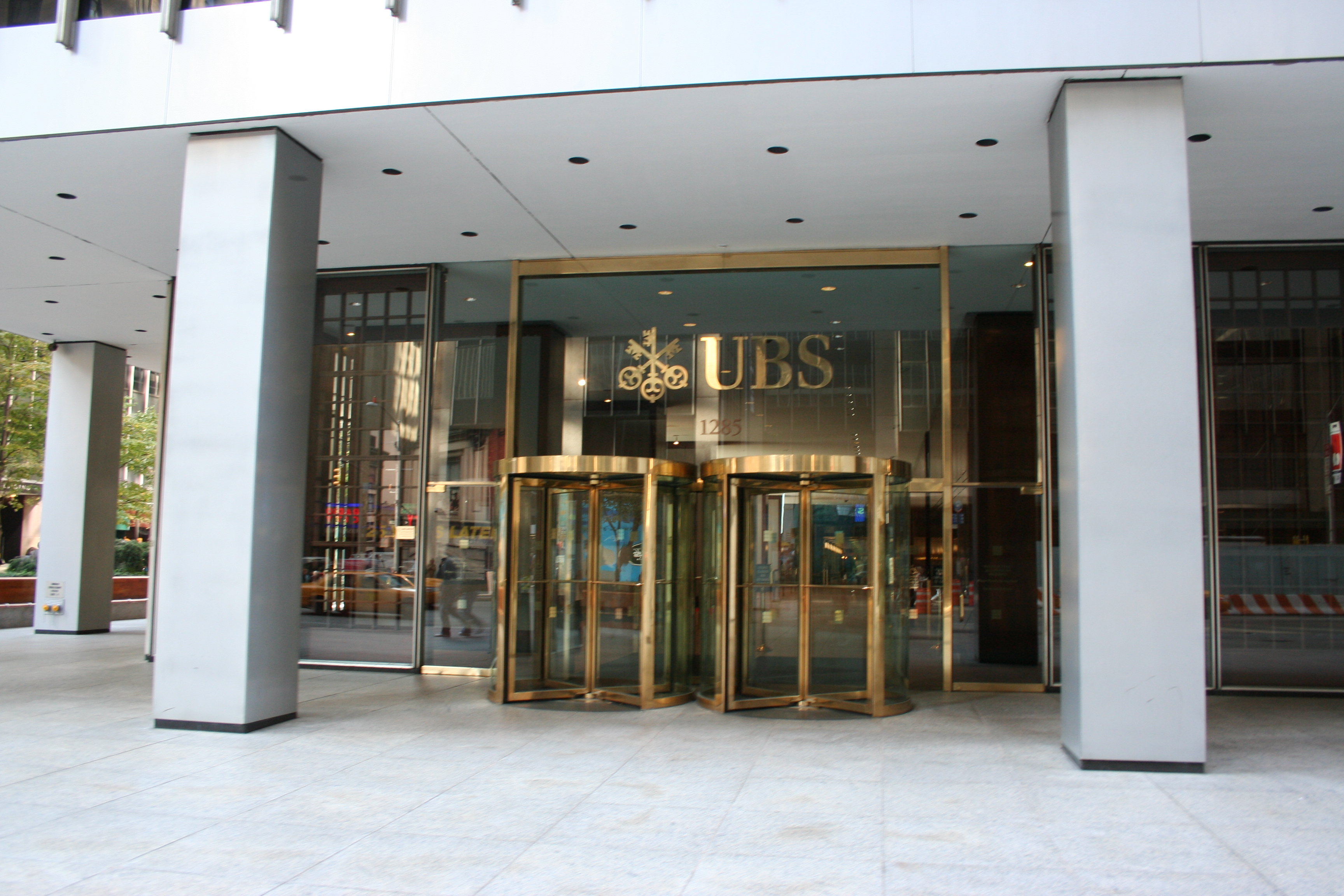
뉴욕 시에 있는 UBS 점포.

UBS 그룹 AG(UBS Group AG)은 스위스 바젤 및 취리히에 본사를 둔 글로벌 금융 기업이다. 시가총액과 영업이익률로 따졌을 때 유럽에서 두 번째로 큰 은행이다.
UBS는 병합하기 전 기업인 유니언 뱅크 스위스(Union Bank Switzerland)의 약자이다. 1998년 스위스 뱅크 코포레이션과 합병하고 나서는 이것을 더 이상 약자로 간주하지 않는다는 자세를 취하고 있다.
어떤 점에 있어서는, UBS는 라이벌 회사인 크레디트 스위스와 비슷한 방식으로 성장하였다. 이들은 스위스 소매금융·상업은행이었는데, 미국의 주요 투자 은행을 인수(UBS의 경우는 중견 주식중개 기업 페인웨버를 인수)하면서 성장을 해나간 바 있다.

## 글로벌 비즈니스
UBS는 프라이빗 뱅킹, 투자 은행 (업무), 자산 관리 분야에서 글로벌 비즈니스 그룹을 갖고 있다. 또한, 전 세계 소매금융업 분야에서 및 스위스 내의 금융 분야에서도 매출을 꽤 기록하고 있다.  2007년 2사분기 현재, 총 투자자산은 3조 2650억 스위스 프랑(CHF)에 달하며, 보유 주식 총액은 478억 5천만 CHF에 달하고, 시가총액은 1512억 300만 CHF에 이르고 있다.

## 점포
UBS는 미국 본점을 미국 맨해튼(투자 은행 업무)에 두고 있다. 위호켄(개인 자산 관리); 스탬퍼드 (코네티컷주)(자본 시장)에도 UBS 주요 지점이 있다. UBS의 점포는 미국 전역에 산재해 있으며, 그 외 50개 국가에도 점포가 있다.

## 역사
UBS는 1747년 설립된 스위스 은행(Swiss Bank)에 그 뿌리를 두고 있다. 첫 지점은 스위스 지역 Valposchiavo에서 문을 열었다. UBS는 1860년대, 1870년대 문을 연 은행이자 19세기 후반의 은행인 유니언 뱅크 오브 스위스, 스위스 뱅크 코포레이션, 페인 웨버 및 그 선대 기업에 바탕을 두고 있다.
오늘날의 UBS는 유니언 뱅크 오브 스위스와 스위스 뱅크 코포레이션이 1998년 6월 합병하여 탄생하였다. 처음에는 새로 탄생한 기업의 이름은 유니언 뱅크 오브 스위스로 정해졌으며, 보통 "UBS"로 줄여져 일컬어졌다.
SBC는 그 전에 뉴욕 시의 딜론 리드 및 런던의 S.G. 워버그 & Co를 인수 합병해두고 있었으며 이 기업들을 통해 글로벌 투자은행 영업을 하고 있었다. 1998년 10월에는, 롱 텀 캐피탈 매니지먼트 위기로 인해, UBS의 1대 회장이 자리에서 물러나야만 했다. 2000년에는 UBS는 페인 웨버 그룹을 인수 합병 하였다. 이 합병을 통해 당시 세계 최대의 개인 고객 재산 관리 기업이 되었다.
2003년 6월 9일부터, 모든 UBS의 비즈니스 그룹은 UBS 브랜드로 이름을 바꾸었으며, UBS는 "단일" 기업으로 운영되기 시작하였다. UBS 페인 웨버, UBS 워버그, UBS 애셋 매니지먼트(자산 관리) 등등이 이름을 "UBS"로 바꾸었다. 브랜드 재조정 결과, 3M처럼 UBS는 더 이상 약자(acronym)이 아닌 것이 되며, 기업의 브랜드인 것으로 간주되기 시작하였다. 기업의 로고는, SBC에서 가져온 것으로서, "신뢰", "안전", "신중"을 뜻하는 세 개의 열쇠 모양이다.
오늘날 UBS는 세계적인 금융 중심지 곳곳에 지점을 두고 있으며, 50여 개 국에 진출해 있다. UBS 웹사이트는, 2007년 6월 30일 현재, UBS가 약 81557명의 종업원을 고용하고 있다고 밝히고 있다. 2007년 2사분기 리포트는, UBS의 금융업 정규직 직원은 스위스에 27315명, 미주 지역에 31933명, 유럽(스위스 제외), 중동, 아프리카에 13355명, 오스트랄라시아에 8,954명이라고 밝히고 있다.

## 경영진
악셀 A. 베버가 이사회 회장이다.
그룹 익스큐티브 보드(The Group Executive Board)가 이 기업의 집행력 있는 조직이다. 소속 인물은 다음과 같다.
- 부회장: 제레미 앤더슨

## 업무 부문 및 자회사
UBS는 네 개 업무 조직으로 나뉘어 있다.:
글로벌 웰스 관리 & 비즈니스 뱅킹, 투자은행, 글로벌 자산 관리, 기업 본부(Corporate Center)의 네 개 업무 조직이다.

### 딜론 리드 캐피탈 매니지먼트
2006년 6월, UBS는 딜론 리드 캐피탈 매니지먼트 사(DRCM)의 인수합병을 발표하였다. 이 회사는 대체 투자 관리 영업을 하고 있었는데, UBS는 신규 비즈니스 창출을 위해, 그리고 타 헤지 펀드 기업에게 직원들을 뺏기지 않고 계속 보유하고자 이 회사를 인수합병하였다.. UBC 투자은행 부문의 CEO인, 존 코스타스는 새로운 DRCM 비즈니스 부문을 이끌기 위해, 투자은행 부문 CEO자리를 사입하였다. UBS는 트레이더들이 은행을 박차고 나가는 것을 막기 위해 첫 3년간 10억 달러의 보너스 풀을 운용하였다..
2007년 5월 3일, UBS는 딜론 리드 캐피탈 매니지먼트의 폐업을 발표하였다. 운영상의 어려움 때문이었다. DRCM 첫 4사분기 동안 1억 2400만 달러의 손실을 기록하고 있었다..

### UBS 폴리반
스위스 취리히에서, UBS는 케이블 카(강삭 철도) 회사인 UBS 폴리반을 운영하고 있다. 1976년부터 UBS가 영업이 어렵던 이 회사를 인수한 뒤로 계속 소유하고 있다. 

## 경쟁 기업
주요 경쟁 기업은 로스차일드(Rothschild), 시티그룹, 뱅크 오브 아메리카, 크레디트 스위스, 도이치은행, 골드만삭스, J. P. 모건, 리먼 브라더스, 모건 스탠리, HVB, 베어스턴스, 메릴린치 등이다.

## 직장

### 다양성
2006년 미국에서 UBS는 4년 연속 "일하는 엄마들이 일하기 좋은 일터 100위" 안에 들었다. 미국의 잡지 워킹 머더스(Working Mothers)의 발표였다. UBS 안에는 게이, 레즈비언, 소수 인종, 여성 네트워킹 그룹이 조직되어 있으며 또한 UBS는 스톤월 다이버시티 챔피언즈(Stonewall Diversity Champions) 스킴의 회원사이기도 하다.

### 기록
코네티컷주 스탬퍼드에 있는 UBS 트레이딩 플로어는 세계에서 가장 큰 증권 트레이딩 플로어로 기네스 세계 기록에 이름을 올렸다. 넓이는 10만 3000여 제곱피트이며, 천장은 40피트 높이이며, 중간에 기둥이나 벽이 없다. 축구장 세 개만한 넓이이다. 이 곳에는 1400여 명의 트레이더와 직원들이 매일 1조USD 정도의 증권을 거래한다.

## 재무 성과 및 통계
2006년 말, UBS는 순이익(net profit attributable to UBS shareholders) 112억 5300만CHF이라는 성과를 발표하였다. 이는 4백만 CHF의 중단된 영업(discontinued operations)으로부터 기인한 이익을 포함한다.
2006년 12월 31일 말 통계:
- 순이익 112억 5300만 CHF.
- 먼데이즈 장기 신용 등급: Aaa (2007년 8월 20일 Aa2에서 올라감.)
- 종업원 수: 8만 1577명.

## 주요 스폰서십
- 알링하이 팀 Team Alinghi (아메리카즈 컵 America's Cup)
- 애슬레티스마 로잔 (골든 리그 Golden League)

## 사건/사고
- 1997년 1월, UBS의 은행 역사가(bank historian)가 UBS와 나치 독일이 대량의 거래를 했다는 사실을 기록한 자료를 없애고 있는 것을, UBS의 야간 경비였던 크리스토프 메일리(Christoph Meili)가 발견했다. 이것은 그러한 자료를 보호하고자 제정된 스위스 법(1996년 12월 13일 제정되어 제정된 지 얼마 안 됐었음.)을 위반하는 행위였다.

UBS는 "유감스러운 실수"를 했음을 인정하였다. 하지만 그 기록자료가 홀로코스트와는 상관 없다는 주장을 계속하였다. 크리스토프 메일리는 UBS의 경비 하청 업체를 관둬야 했다. 그의 제보가 은행의 비밀보호규정을 어겼는지에 대해 조사를 받고나서였다.
- 2001년 UBS는 스위스항공에 대한 대출을 중단하였고, 2001년 10월 2일 스위스항공은 운항 업무를 중단하였다. 사람들이 이에 대해 UBS를 많이 비난하였다. UBS 회장 마셀 오스펠이 스위스항공의 대출 연장 요구를 교묘하게 회피한 것에 대해, 사람들은 많은 비난을 퍼부었다. 수 천 명의 시위자들이 스위스항공 본사앞에서 "빈 오스펠"(Bin Ospel, 오사마 빈 라덴에 비유)이 적힌 팻말을 들고 시위를 했다.

## 사소한 것
UBS는 세계에서 가장 큰 사적(private) 자산/재산 관리 기업이자, "사람들의 재산을 주무르는 세계에서 가장 큰 관리자"라고 불리는 기업이다.
기업 이름에 들어가는 "AG"는 한국어로 "주식회사"에 해당하는 말이다.

## 같이 보기
- 스위스 은행